# Nortt
Nortt este o formație de black funeral doom metal de origine daneză formată în 1995. Singurul membru component, cunoscut sub pseudonimul de Nortt (numele său real este necunoscut), își descrie muzica drept un black funeral doom metal depresiv pur. Când vine vorba de imagistică și versuri aspiră către scena black, în timp ce muzica se apropie mai mult de genul doom metal. Pe websiteul oficial, Nortt și-a dezvăluit fascinația față de întuneric, noapte, nihilism, singurătate, suferință, mizantropie și moarte. Într-un interviu declara că „Moartea este văzută drept un fenomen inevitabil și misterios. Moartea este descrisă din perspectiva celor aflați pe moarte și a celor morți. Incertitudinea ei este mai încântătoare decât orice suferință a vietii””. Acesta se consideră un nihilist, și vede religia drept slabă; de asemenea, se autocaracterizează drept un individ puternic care îi degradează pe cei slabi. Deși urăște religia, privește ocultul și credințele păgâne (pre-creștine) cu respect. Nortt crede că trebuie să fii puternic pentru a deveni satanist, datorită existențialismului său și gândirii libere.

## Membri
- Nortt - vocale, chitară, tobe, chitară bas, orgă

## Discografie

### Ambume de studio
- Gudsforladt ["Godforsaken"] (2004)
- Ligfærd ["Funeral March/Journey of the Dead"] (2006)
- Galgenfrist ["Last Respite"] (2008)

### Extended play-uri
- Hedengang ["The Passing"] (2002)

### Demo-uri
- Nattetale (versiunea din timpul repetițiilor) (1997)
- Nattetale ["Night's Tale"] (1997)
- Døden... ["The Death…"] (1998)
- Graven ["The Grave"] (1999)

### Cvasi-albume
- Nortt / Xasthur (cu Xasthur) (2004)

### Compilații
- Mournful Monuments 1998-2002 (2003)

## Interviuri
- Interviu (2004) pe Antenna (Engleză)
- Interviu(2004) pe Black Alchemy (Rusă)
- Interviu Arhivat în 20 decembrie 2008, la Wayback Machine. (2005) cu Erin Fox pe The Gauntlet (Engleză)
- Interviu Arhivat în 23 octombrie 2007, la Wayback Machine.(2004) pe Harm Magazine (Engleză)
- Interviu (2004) cu Paolo Vidmar pe Metal Italia (Italiană)

## Legături externe
- Pagina Oficială Nortt Arhivat în 10 decembrie 2008, la Wayback Machine.
- Nortt pe myspace.com